# Albert Rowland
Albert Rowland, född 26 oktober 1885, död 23 juli 1918, var en nyzeeländsk friidrottare. Han deltog vid olympiska sommarspelen 1908.